# Adeline
Adeline és una població dels Estats Units a l'estat d'Illinois. Segons el cens del 2000 tenia 139 habitants.

## Demografia
Segons el cens del 2000, Adeline tenia 139 habitants, 50 habitatges, i 39 famílies. La densitat de població era de 198,8 habitants/km².
Dels 50 habitatges en un 40% hi vivien nens de menys de 18 anys, en un 64% hi vivien parelles casades, en un 12% dones solteres, i en un 22% no eren unitats familiars. En el 16% dels habitatges hi vivien persones soles el 4% de les quals corresponia a persones de 65 anys o més que vivien soles. El nombre mitjà de persones vivint en cada habitatge era de 2,78 i el nombre mitjà de persones que vivien en cada família era de 3,18.
Per edats la població es repartia de la següent manera: un 28,1% tenia menys de 18 anys, un 5,8% entre 18 i 24, un 30,2% entre 25 i 44, un 28,1% de 45 a 60 i un 7,9% 65 anys o més.
L'edat mediana era de 38 anys. Per cada 100 dones de 18 o més anys hi havia 100 homes.
La renda mediana per habitatge era de 59.583 $ i la renda mediana per família de 61.250 $. Els homes tenien una renda mediana de 44.688 $ mentre que les dones 36.250 $. La renda per capita de la població era de 20.301 $. Aproximadament el 4,5% de les famílies i el 2,8% de la població estaven per davall del llindar de pobresa.

## Poblacions més properes
El següent diagrama mostra les poblacions més properes.